# Château des Fougères (Avon)
Pour les articles homonymes, voir Château des Fougères.
Le château des Fougères est une ancienne villa à Avon (Seine-et-Marne), en France. De nos jours, l'ancien domaine laisse place à un ensemble de logements sociaux, dans lequel s'inscrivait l'édifice principal avant sa démolition.

## Situation et accès
La villa était située au nord de la commune, dans le quartier actuel des Fougères, à Avon, et plus largement au sud-ouest du département de Seine-et-Marne.

## Histoire
Les Hamelle, une riche famille parisienne dont Henry Hamelle qui occupe une place importante dans l'industrie de la capitale, édifient une propriété au sein d'un vaste parc et dans laquelle ils viennent souvent,. Après 1945, elle appartient à la famille des Laniel, celle du frère de Joseph Laniel, homme d'État. Le domaine est racheté vers 1960 par des promoteurs immobiliers qui y construisent plusieurs immeubles et HLM, ensemble formant ainsi le quartier des Fougères ; les communs vers les Basses Loges sont rasés et laissent place à un bâtiment de béton. Enfin, la villa désaffectée se dégrade et subit des vandalismes. Avec ses colombages, elle est démolie en février 1998.
C'est d'ailleurs dans ce quartier des Fougères que le footballeur français Lilian Thuram passe son adolescence. Il est également à noter que cet ensemble de logements est réputé « très enclavé dans la ville », ce qui pousse une mobilisation des élus et l'établissement de projets pour son amélioration dans les années 2010.

## Structure
L'édifice principal était de style néo-normand (emprunté de Deauville), en vogue au début du XXe siècle. Au carrefour des Basses Loges existaient des communs avec logement pour le personnel, des écuries pour les équipages de chasse à courre, une étable, une petite ferme, un garage et un pigeonnier,.